# Івановський (Дмитрієвський район)
Івановський (рос. Ивановский) — селище в Дмитрієвському районі Курської області Російської Федерації.
Населення становить 6 осіб. Входить до складу муніципального утворення Поповкинська сільрада.

## Історія
Населений пункт розташований на території українського етнічного та культурного краю Східна Слобожанщина.
Від 2004 року входить до складу муніципального утворення Поповкинська сільрада.

## Населення
| 2002 | 2010 |
| ---- | ---- |
| 16   | ↘6   |